# Coccophagus perflavus
Coccophagus perflavus är en stekelart som beskrevs av Girault 1916. Coccophagus perflavus ingår i släktet Coccophagus och familjen växtlussteklar. Inga underarter finns listade i Catalogue of Life.